# Hypostomus hemicochliodon
Hypostomus hemicochliodon es una especie de peces de la familia Loricariidae en el orden de los Siluriformes.

## Morfología
Los machos pueden llegar alcanzar los 23 cm de longitud total.

## Distribución geográfica
Se encuentran en Sudamérica: río Amazonas en Perú, Ecuador y Brasil, y río Orinoco en Venezuela.